# زبان سمیگالی
زبان سمیگالی زبانی مرده از شاخه زبان‌های بالتیک بوده که در حدود قرن شانزدهم میلادی از میان رفت.بنظر میرسد علت نابودی این زبان که در شمال لتونی رواج داشته‌استحاله و همگون شدن با لتونی‌ها بوده باشد.منابع شناخت این زبان نوشته‌هایی هستند که پیش از قرن شانزدهم نگارش یافته‌اند.